# Árva (folyó)
Az Árva (szlovákul Orava) folyó a Vág jobb oldali mellékfolyója.

## Elnevezése
Neve pedig valószínűleg preszláv indoeurópai ősiségű, bár többféle szláv névmagyarázatára is történt kísérlet. A másfajta jelentéstartalommal is rendelkező magyar neve népetimológia eredménye.

## Leírása
A jobb oldali Fehér-Árva és a bal oldali Fekete-Árva találkozásával keletkezik az Árvai-víztározónál. Az egyesült Árva délnyugati irányt véve fel, az Árvai-Magura és az Árva-Liptói mészhegység nyúlványai közt keskenyebb-tágabb, természeti szépségekben bővelkedő völgyben, rohamos futással siet alá s a Sip és Kis-Fátra közti gyönyörű szoroson túl Kralován község mellett (ahol a kassa-oderbergi vasút áthidalja), 430,7 tengerszint feletti magasságban a Vágba szakad.
Mellette Turdossin, Árvaváralja és Alsókubin községek említendők. Kralovántól Usztyáig kitűnő műút követi a folyó völgyét.
Az Árva hossza 60,3 km, szélessége 25-35 méter, esése igen nagy, folyása sebes, s ezért a tutajozás rajta veszélyes. Átlagos vízhozama 34,5 m³/s. Legnagyobb vízhozama márciusban és áprilisban olvadáskor, legkisebb januárban és februárban van. A legkisebb vízhozamát (4,8 m³/s) még a víztározó megépítése előtt, a legnagyobbat (2300 m³/s) utána, 1958. június 19-én jegyezték fel.
Jelentékenyebb mellékfolyója a bal oldalon az Oravica avagy Kis-Árva, s a vadrohamos Sztudenka, a jobb oldalon a Hrusztinka és a Réka.

## Története
A folyó neve oklevelekben már az 1287. évben előfordult. 1954-ben létesítették az Árvai-víztározót.
Az egész folyó hosszát 1997-ben 4. szintű védett területté nyilvánították.